# Coalición Progresista Galega
Coalición Progresista Galega (CPG, Coalición Progresista Gallega), fue una coalición de partidos centristas y galleguistas, que fue la tercera fuerza política en las elecciones municipales de 1987.

## Historia

### Fundación
Con la disolución de Coalición Popular, el PDP en Galicia empezó a ensayar una retórica gallega con reminiscencias del antiguo Partido Gallego Independiente. Por su parte, el Partido Liberal también trató de consolidarse en la realidad política gallega.
Por su parte, Coalición Galega, que se había consolidado como la tercera fuerza política de Galicia en las elecciones autonómicas y municipales anteriores, acababa de sufrir la escisión del Partido Nacionalista Gallego. Mientras que una escisión anterior, Centristas de Galicia, estaba en coalición con AP.
En esta coyuntura, el 11 de abril de 1987, Fernando García Agudín, por Coalición Galega, Enrique Marfany, por el PDP y José María Pardo Montero por el Partido Liberal, formaron en La Coruña la Coalición Progresista Galega, con un partido municipalista, galleguista y centrista. No lograron una buena implantación en la provincia de Pontevedra donde se formó Independentes de Galicia, muchos de los cuales acabaron luego integrados en Coalición Galega.

### Elecciones municipales de 1983
Coalición Progresista Galega alcanzaría la tercera posición muy por delante del CDS, su competidor en el espacio de centro, y del BNG, que en un proceso de moderación de su discurso parecía disputar ya al electorado nacionalista de centroizquierda. El otro competidor potencial, el PNG, no obtuvo los resultados esperados.
En total, la CPG logró 607 concejales y 54 alcaldes (la segunda fuerza política, el PSOE, solo lograría dos más). En la ciudad de Lugo, su candidato, Vicente Quiroga, ganó la alcaldía.
Coalición Progresista Galega, aprovechando el declive de Alianza Popular en La Coruña (de los 525 concejales de la ahora rota Coalición Popular a tener 342), ofreció su apoyo al candidato del PSOE, Salvador Fernández Moreda, para obtener la Diputación Provincial de La Coruña. Pero una negociación entre Enrique Marfany y el candidato de AP José Manuel Romay Beccaría permitió el acceso de este último al cargo. Se reprodujeron las tensiones sufridas por la Coalición Galega en el Parlamento de Galicia.
José Rivas Fontán, el alcalde más destacado de Independientes de Galicia acabó por incorporarse a Coalición Galega, con el nuevo líder de Coalición Galega José Luis Barreiro.

## Resultados electorales

### Elecciones municipales
| Concejos municipales | Concejos municipales | Concejos municipales | Concejos municipales | Concejos municipales | Concejos municipales | Concejos municipales |
| Elección             | España               | España               | España               | Galicia              | Galicia              | Galicia              |
| Elección             | Votos                | %                    | Concejales           | Votos                | %                    | Concejales           |
| -------------------- | -------------------- | -------------------- | -------------------- | -------------------- | -------------------- | -------------------- |
| 1987                 | 148 436              | 0,76                 | 607/65 577           | 148 436              | 10,98                | 607/4044             |